# أيمن يونس
أيمن يونس (ولد في 20 فبراير 1964) لاعب كرة قدم مصري سابق ومسئول رياضي ومذيع ومحلل رياضي. لعب في نادي الزمالك وحقق معه العديد من البطولات، كما لعب للمنتخب المصري. كان لاعب وسط يتمتع بسرعة كبيرة وقدرة هجومية، كان يلقَّب الفيلسوف. تولي بعد اعتزاله منصب عضو مجلس إدارة نادي الزمالك وعضو مجلس إدارة اتحاد الكرة المصري.

## مسيرته الكروية
بدأ مشواره الكروي مع نادي الزمالك سنه 1980 واستمرت رحلته مع كرة القدم حتى عام 1994 وهو أحد نجوم خط وسط نادي الزمالك وأحرز معه العديد من البطولات خلال رحلته الكروية وهو صاحب رقم قياسي وهو «تسجيل أسرع هدف في الدوري المصري» في الثانية 12 مع فريقه أمام نادي السويس قبل أن يتم تحطيمه من قبل حسام سلامة.
حقق مع نادي الزمالك علي بطولة الدوري العام 4 مرات مواسم: 1984–84 - 1987–88 - 1991–92 - 1992–93 وحصل معه على بطولة الكأس أيضا عام 88 وحصل علي كأس افريقيا عام 84 - 86 - 93 وعلي كأس الأفروآسيوي عام 87.
والجدير بالذكر أيضًا أنه اللاعب المصري الوحيد الذي لعب رسميًّا في 11 مركز بالملعب وحتي حراسة المرمى و كانت في مباراة الزمالك و الترسانة سنة 88 في الدوري العام آخر 40 دقيقة من المباراة بعد إصابة حارس المرمى.
شارك أيضًا مع المنتخب في كأس الأمم الأفريقية التي أقيمت في المغرب عام 1988 وأحرز هدفين في الكاميرون والسنغال، وقد غاب عن الملاعب المصرية حيث احترف بالسعودية 3 سنوات بأندية الرائد و الوحدة السعودي.

## مسيرته المهنية

### مناصب إدارية
شارك أيضًا «يونس» كعضو في مجلس إدارة في نادي الزمالك بقيادة كمال درويش عام 2013 - 2014 ، و شارك أيضًا كعضو في الاتحاد المصري لكرة القدم لثلاث دورات 2004 - 2012 والتي شهدت فترة ذهبية للمنتخب المصري بحصوله 3 مرات كأس الأمم الأفريقية 2006 - 2008 - 2010.

### مسيرته في الإعلام الرياضي
اتجه إلى عالم التحليل الكروي حيث قدم علي قنوات Art لأول مرة في عام 96 والذي أصبح بعدها ضمن أفضل المحللين الكرويين عربيًّا و أفريقيًّا،

## إنجازات
نادي الزمالك
- الدوري المصري الممتاز: (4):
1983–84، 1987–88، 1991–92، 1992–93
- كأس مصر: (1):
1987–88
- دوري أبطال أفريقيا: (3):
1984، 1986، 1993
- الكأس الأفروآسيوية للأندية: (1):
1987
- كأس الصداقة المصرية: (1):
1986

منتخب مصر
- كأس الأمم الإفريقية (1):
1986

- دورة الألعاب الإفريقية (1):
1987

## روابط خارجية
- أيمن يونس على موقع قاعدة بيانات كرة القدم.إي يو (الإنجليزية)
- أيمن يونس على موقع ناشيونال فوتبول تيمز (الإنجليزية)